# Dimityr Dobrowitsch

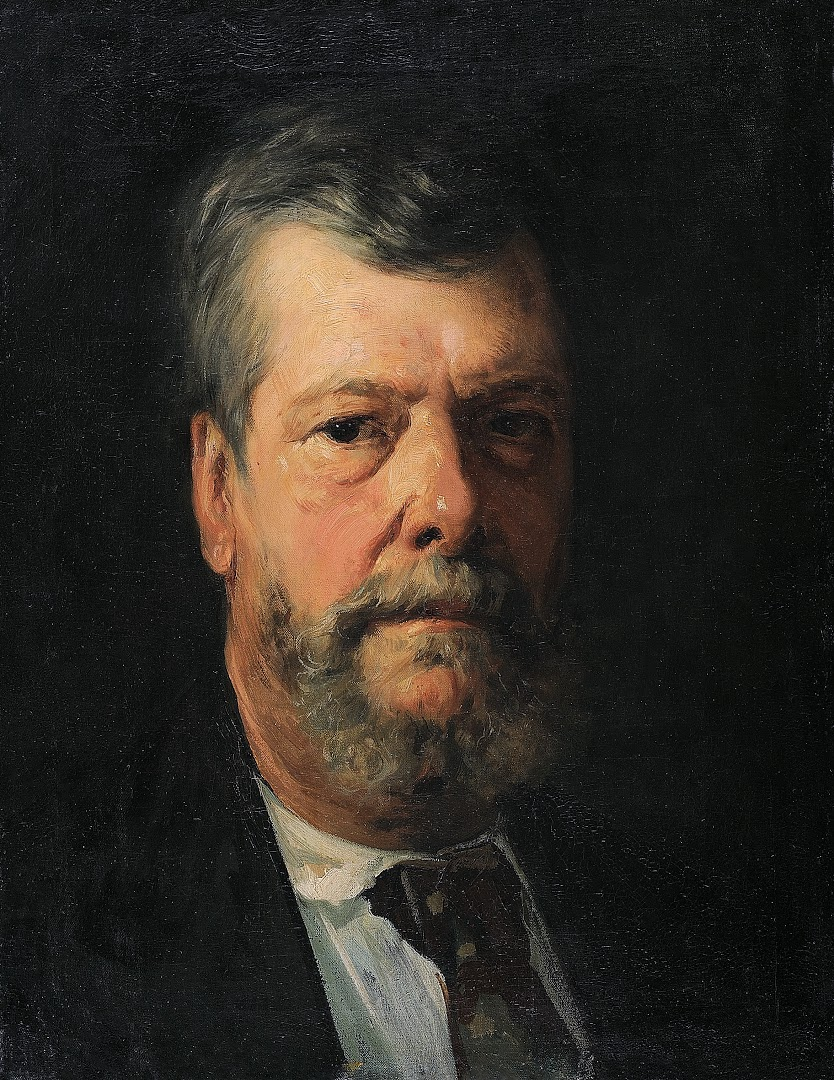
Dimityr Dobrowitsch

Dimityr Dobrowitsch, eigentlich Dobrowitsch Dimityr Pechliwanow (bulgarisch Димитър Георгиев Добрович; * 1816 in Sliwen; † 2. März 1905 ebenda) war ein bulgarischer Maler.

## Leben
Dobrowitsch absolvierte 1853 die Kunstakademie in Rom und war damit der erste akademisch ausgebildete Maler Bulgariens. Noch als Student hatte er sich 1848 am Aufstand Giuseppe Garibaldis und Giuseppe Mazzinis beteiligt. Im Jahr 1893 kehrte er schließlich nach Bulgarien zurück.
Die von ihm geschaffenen Porträts und Bilder stellen häufig einfache Menschen dar. Seine künstlerische Arbeiten waren von der italienischen Spätromantik beeinflusst.